# Himerometridae
Himerometridae — родина морських лілій з ряду Comatulida. Родина містить 39 видів, що поширені в Індійському  та Тихому океанах. Вони зустрічаються у припливній зоні на глибині до 110 м.

## Класифікація
- Amphimetra AH Clark, 1909 — 6 видів
- Craspedometra AH Clark, 1909 — 1 вид
- Heterometra AH Clark, 1909 — 26 видів
- Himerometra AH Clark, 1907 — 5 видів
- Homalometra AH Clark, 1918 — 1 вид